# Polissoir de Lancy
Le polissoir de Lancy est un polissoir situé sur la commune de Courgenay, dans le département français de l'Yonne, en France.

## Historique
Le polissoir a été découvert par Armand Lapôtre. La pierre est classée au titre des monuments historiques en 1922.

## Description
La pierre comporte une cuvette mesurant 20 cm sur 30 cm bien marquée et trois rainures.